# (221769) Cima Rest
(221769) Cima Rest est un astéroïde de la ceinture principale.

## Description
(221769) Cima Rest est un astéroïde de la ceinture principale. Il fut découvert le 15 avril 2007 à Magasa par Wladimiro Marinello et Mario Tonincelli. Il présente une orbite caractérisée par un demi-grand axe de 3,08 UA, une excentricité de 0,10 et une inclinaison de 17,0° par rapport à l'écliptique.

## Compléments